# فاسيل بيليي
فاسيل بيليي (بالأوكرانية: Білий Василь Іванович)‏ هو لاعب كرة قدم أوكراني في مركز الدفاع، ولد في 13 مارس 1990 في تروسكافيتس في أوكرانيا. لعب مع نادي روخ لفيف.

## وصلات خارجية
- فاسيل بيليي على موقع اتحاد أوكرانيا (الإنجليزية)
- فاسيل بيليي على موقع قاعدة بيانات كرة القدم.إي يو (الإنجليزية)
- فاسيل بيليي على موقع Soccerway.com (الإنجليزية)